# Cypha laeviuscula
Cypha laeviuscula är en skalbaggsart som först beskrevs av Mannerheim 1830.  Cypha laeviuscula ingår i släktet Cypha, och familjen kortvingar. Arten är reproducerande i Sverige.